# Ordine esecutivo

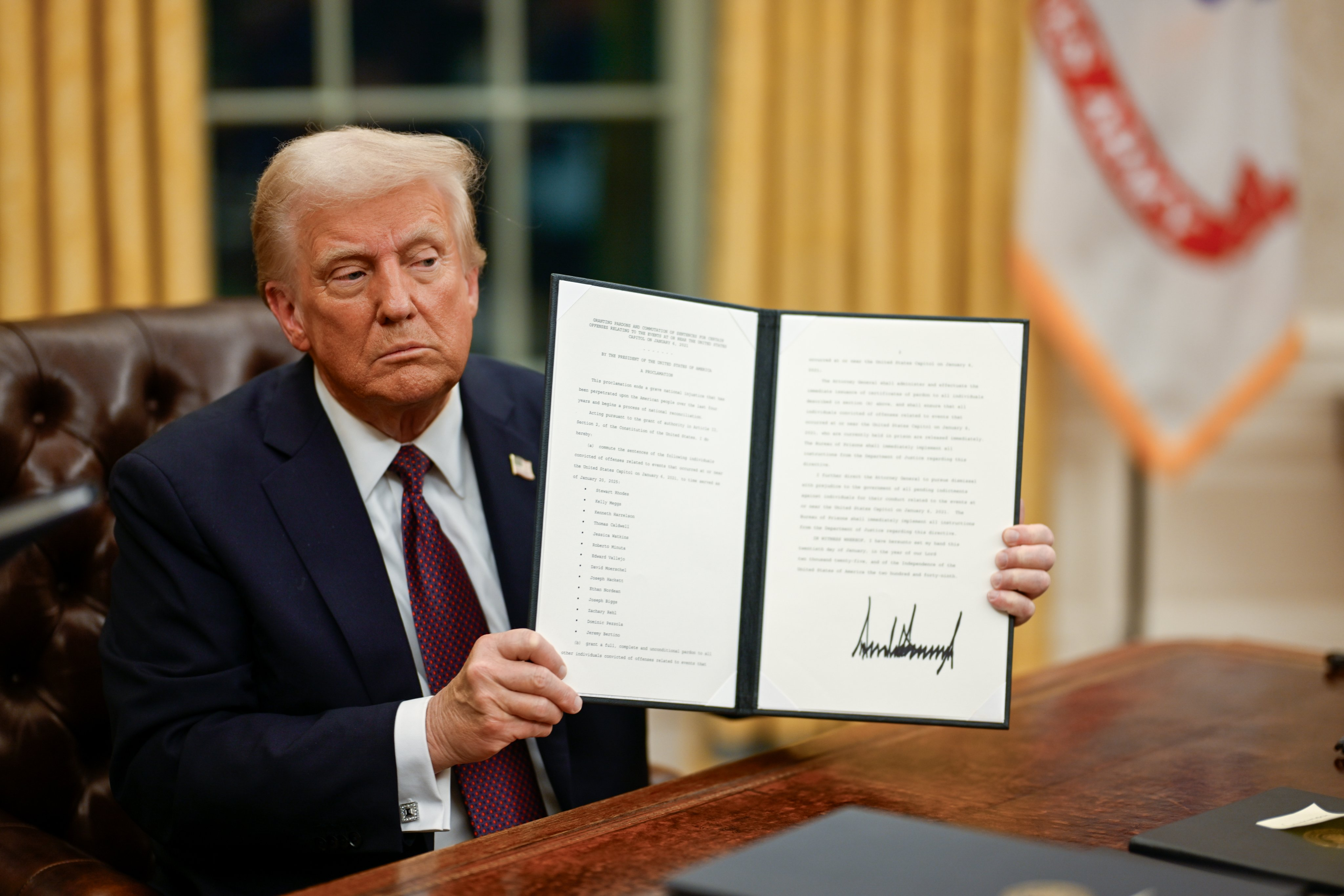
Il 47º Presidente degli Stati Uniti Donald Trump mostra un ordine esecutivo nello Studio Ovale, 20 gennaio 2025

Un ordine esecutivo (in inglese: executive order) è un provvedimento firmato dal Presidente degli Stati Uniti d'America che indirizza le politiche esecutive delle agenzie del Governo federale degli Stati Uniti d'America.

## Fondamento normativo
La costituzione statunitense non prevede espressamente tale potere; tuttavia l'articolo II della carta costituzionale USA afferma genericamente il principio che al Presidente è conferito potere esecutivo. 

In seguito la Corte Suprema degli Stati Uniti ha stabilito che tali atti o devono avere fondamento costituzionale oppure possono essere emanati su delega conferita dal Congresso degli Stati Uniti. Nel primo caso si tratta di attribuzioni normative di rango primario conferite al Presidente da singoli, specifici ed espliciti articoli della Costituzione degli Stati Uniti d'America; nel secondo caso, essi sono emanati sulla base di una previsione di legge federale, come nel caso del International Emergency Economic Powers Act, e quindi sono in linea di principio ricadenti nella potestà legislativa del Congresso che, caso per caso, ne delega l'esercizio al Presidente.

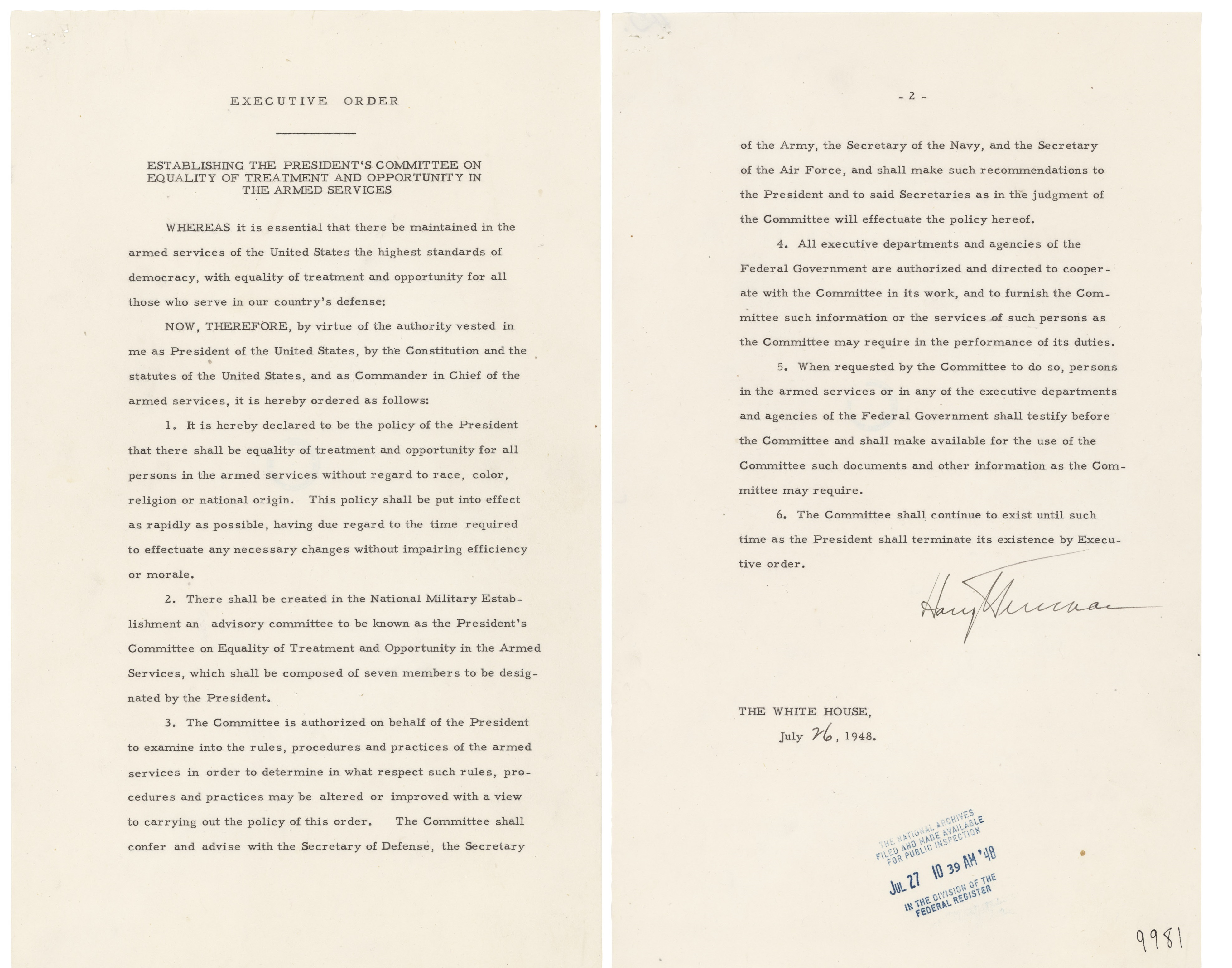
Ordine esecutivo 9981 del 26 luglio 1948 in cui il presidente Harry S. Truman proibisce la segregazione nelle forze armate

## Analisi
Il contenuto, avente forza di legge, è una disposizione rivolta a uno o più funzionari o specifiche agenzie governative indicando al destinatario dell'ordine il modo in cui compiere un certo incarico o gestire una specifica situazione. Ciò determina la possibilità che essi vengano utilizzati per gestire situazioni di emergenza o comunque per approntare soluzioni che - se attuate tramite il normale procedimento legislativo - potrebbero non essere utili ed efficaci.
Tuttavia, al pari degli atti legislativi e dei regolamenti amministrativi delle agenzie federali, gli ordini esecutivi sono impugnabili di fronte all'autorità giudiziaria statunitense per e dalla Corte suprema per violazione della Costituzione, possono tuttavia essere annullati solo dal Presidente tramite emanazione di altro ordine. 
La rilevanza di questo particolare tipo di atto di natura presidenziale è fondamentale se si considera che, anche quando ha l'apparenza di un mero atto amministrativo, con esso il Presidente può indirizzare l'applicazione di una norma federale determinandone, concretamente, i profili della sua effettiva applicazione.

## Atti famosi

### Ordine esecutivo 4771
L'ordine esecutivo 4771 venne emanato il 2 luglio 1980 durante la presidenza di Jimmy Carter che stabiliva l'obbligo per tutti cittadini di sesso maschile di età compresa tra i 18 e i 26 anni nati a partire dal 1º gennaio 1960 di iscriversi al Service Selective System, tenuto dall'omonima agenzia governativa USA.

### Ordine esecutivo 6102
L'ordine esecutivo 6102 fu emanato dal presidente Franklin D. Roosevelt il 5 aprile 1933 (durante il periodo della Grande depressione), per proibire il possesso di oro (in ogni sua forma: monete, lingotti e certificati aurei) da parte di qualsiasi individuo, associazione o società residente negli Stati Uniti d'America.

### Ordine esecutivo 9066
L'ordine esecutivo 9066, emesso il 19 febbraio 1942 dal 32º presidente degli Stati Uniti d'America Franklin Delano Roosevelt, decretava che tutti i residenti sul territorio degli Stati Uniti di origine giapponese, tedesca e italiana, anche se nati in territorio americano, dovevano essere rinchiusi in un campo di concentramento.

### Ordine esecutivo 9981
L'ordine esecutivo 9981 è un provvedimento promulgato il 26 luglio 1948 dal presidente Harry S. Truman, con l'obiettivo di eradicare dalle forze Armate degli Stati Uniti qualsiasi forma di discriminazione razziale ovvero basata sul colore della pelle, sull'origine etnica o l'appartenenza religiosa.

### Ordine esecutivo 11110
L'ordine esecutivo 11110 fu un ordine esecutivo firmato il 4 giugno 1963 dal Presidente degli Stati Uniti d'America John Fitzgerald Kennedy. Esso delegava al segretario del tesoro USA il potere, già attribuito al presidente dall'Agricultural Adjustment Act del 1933, di emettere certificati argentei (silver certificates).

### Ordine esecutivo 13233
L'ordine esecutivo 13233 è stato emanato da George W. Bush nel 2001, con il quale si limitava fortemente l'accesso pubblico ai documenti dei precedenti presidenti tenuti presso la National Archives and Records Administration.
A seguito di ciò, la Heritage Foundation ha criticato fortemente diversi presidenti per aver abusato di tale strumento, utilizzandolo come un modo occulto per creare delle norme giuridiche senza l'intervento del Congresso, oppure modificando i fini di norme già approvate anche in questo caso esautorando le prerogative costituzionali del Congresso. Il provvedimento è stato poi abolito durante la presidenza di Barack Obama nel gennaio 2009 con l'ordine esecutivo 13491.

### Ordine esecutivo 13991
L'ordine esecutivo 13991 venne firmato dal presidente degli Stati Uniti Joe Biden il 20 gennaio 2021, che richiede l'uso di maschera protettiva per le vie respiratorie su tutte le terre federali e in tutti gli edifici federali, a causa della pandemia di COVID-19, richiedendo anche il mantenimento delle distanze sociali negli edifici federali.